# J/TPS-101

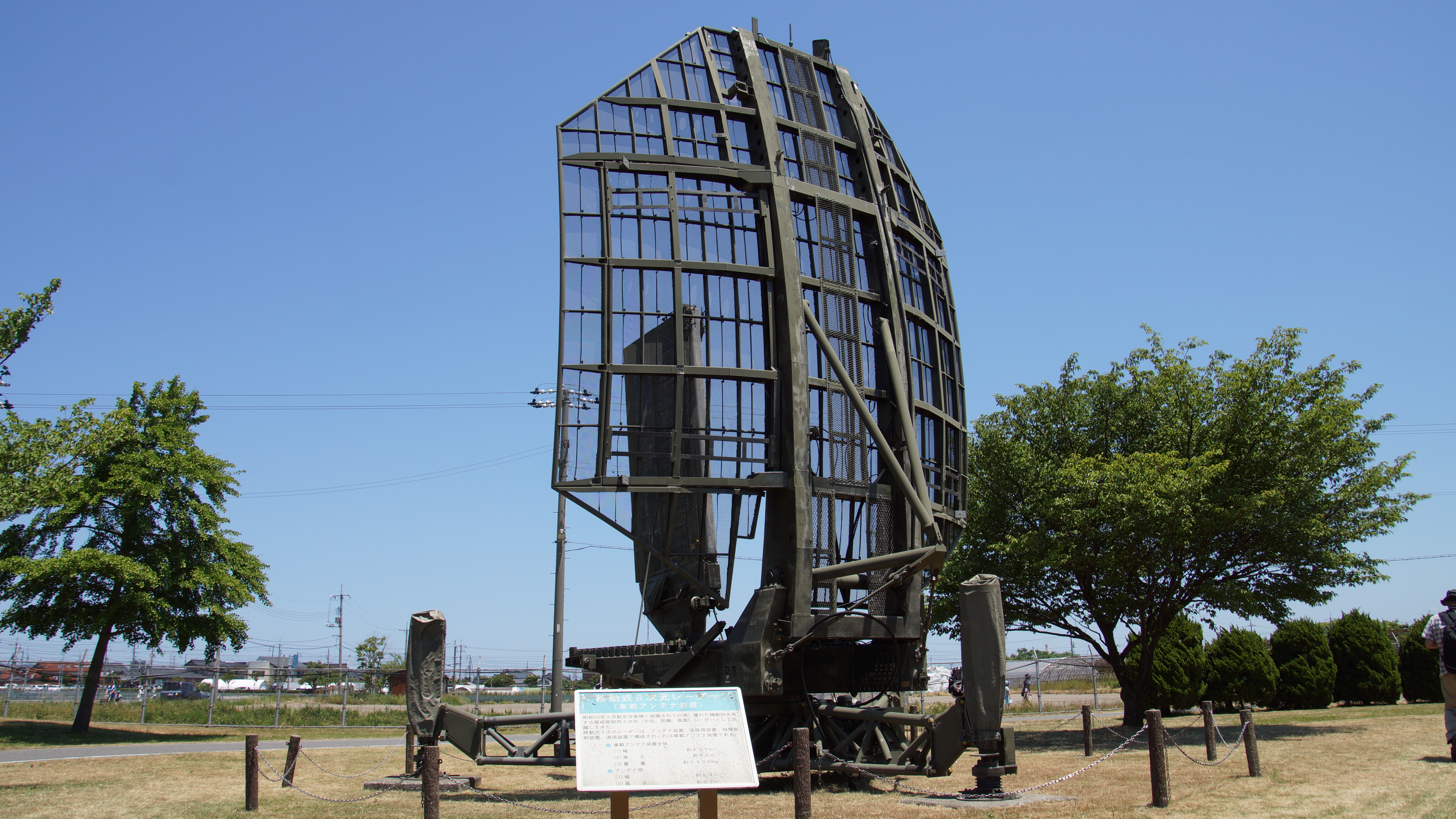
J/TPS-101のNAS-79空中線装置

J/TPS-101は、航空自衛隊のレーダー装置。レーダーサイトを補完して機動的に運用される移動式3次元レーダーであり、M-3D改と称される。製造は三菱電機であり、初号機は1981年に納入された。

## 概要
1960年代中盤より、航空自衛隊では航空脅威の増大に対する抗堪性や低空目標監視能力の不足などに対応するための移動警戒管制システムの整備に着手し、1971年にJ/TPS-100の初号機を受領、同年に臨時第1移動警戒隊を編成した。同隊は早速翌年より輪島分屯基地のレーダー換装に伴う中断対処に投入され、高く評価された。また昭和50年度末には、同型2号機も納入された。
しかし一方で、同機は防空指令所（DC）の代替機能としての役割をも担えるように指揮管制装置および通信装置を充実させていたためにシステム及び人員の規模が大きくなり、3号機以降の取得が計画通り進まなかった。また昭和40年代初期のレーダー技術で設計されたシステムであるため、脅威の質的変化に伴い、電子戦能力やクラッター抑圧能力等の改善・向上が求められるようになっていた。
これに応じて開発されたのが本機であり、最新の技術を導入して性能の向上を図るとともに、運用目的を警戒監視機能に限定することで人員・システムともにコンパクト化し、機動展開性も向上させた。空中線部もトラックに搭載されており、やや縦長の八角形のパラボラアンテナを持つ。また空中線装置のほか、送受信装置、通信装置、指揮管制装置などから構成されている。
本機を装備する部隊としては、まず1981年3月に春日基地で第3移動警戒隊が新設、続いて1982年10月には那覇基地で第4移動警戒隊が新設された。これらを含めて、1989年3月までに10個隊が新設され、J/TPS-100装備の2個隊とあわせて、当面の目標としていた12個移動警戒隊が整備された。またこれに加えて、教育訓練用として、硫黄島基地隊と第5術科学校第1分校にも1基ずつ配備されたが、これらは任務所要から、監視管制コンソールが移動警戒隊のものよりも増加された。